# Escacs hexagonals
Els escacs hexagonals són una varietat dels escacs que es juga en escaquers amb escacs (caselles) de forma hexagonal. Els més populars són els escacs hexagonals de Gliński inventats per Władysław Gliński el 1936.

## Escacs Hexagonals de Gliński

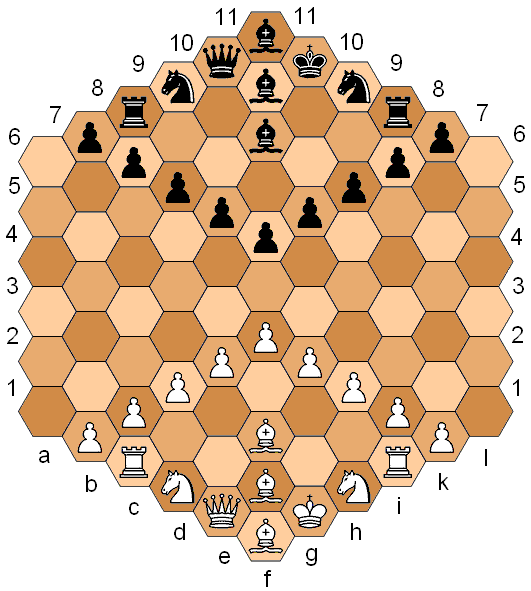
Escacs Hexagonals de Gliński. Posició inicial.

És la més popular de les variants. Arribà a haver-hi més de mig milió de jugadors, i es vengueren més de 130,000 escaquers. El joc fou molt popular a l'Europa Central, particularment a Polònia, país originari de Gliński, però també a Londres, lloc on va viure i des d'on es va difondre el joc fins a Febrer de 1990, data de la seva mort i decadència del moviment que el 1996 traslladà l'IHCF (International Hexagonal Chess Federation) de la Gran Bretanya a Hongria.
L'escaquer consta de 69 escacs formant un hexàgon regular (cada lateral té sis caselles). Les caselles són de tres colors diferents, als quals Gliński anomena clar, fosc i gris, però es poden prendre també el blanc, negre i un color. La casella central habitualment serà gris o de color, quedant llavors 30 escacs blancs, 30 negres i 31 de color (o gris). Sovint es troben escaquers amb el blanc a la casella central i dos colors (en comptes de fer servir el negre o "fosc"), però és una configuració menys recomanable.
Les peces d'escacs necessàries per al joc són les habituals, afegint un alfil i un peó addicionals. La posició inicial es mostra al diagrama de la dreta. L'espai buid entre els peons i les altres peces s'anomena la cort i és de fonamental importància pel posicionament de les peces a les obertures. El temps de joc és el mateix que el dels escacs ortodoxos, atès que les peces es desenvolupen ràpidament. La complexitat, tot i les aparences, no és gaire més gran que la dels escacs.
L'escaquer consta d'onze columnes, anomenades amb les lletres a, b, c, ..., k, l (la lletra j no es fa servir) i onze fileres. Les fileres 1-6 tenen onze escacs i són dividides en dues parts a dreta i esquerra de la columna f. La filera 7 (que correspon a la posició inicial dels peons negres) té 9 escacs, la filera 8 té 7 i la 11 només una casella, la f11. A les diagonals se les anomena línies i en concret destaca l'existència de les línies horitzontals.
Els diagrames mostren els moviments de les peces. De la mateixa forma que als escacs ortodoxos, el cavall pot saltar. Són necessaris tres alfils, un per a cada color de les casellas de l'escaquer. La dama pot fer tant els moviments de la torre com els de l'alfil. No existeix l'enroc.
|  |  |
|  |  |
|  |  |

Els peons mouen endavant i capturen ortogonalment en 120° a una casella adjacent (marcades amb cercles vermells al diagrama); els moviments de captura del peó no es corresponen amb la direcció de moviment dels alfils (moviment diagonal) com als escacs ortodoxos. Tots els peons tenen l'opció de moure dues caselles quan es troben a la seva casella inicial; si un peó fa una captura des de la seva casella inicial i llavors es troba a la casella inicial d'un altre peó encara tindrà l'opció de moviment doble; així no cal recordar quins peons han mogut. Per exemple, si el peó blanc de e4 captura una peça a f5, encara tindrà opció de moure a f7. A la disposició inicial de les peces el peó de la columna central no té opció de moviment doble perquè la casella és ocupada per un peó de l'oponent (per al peó a f5 de les blanques l'escac f7 és ocupat per un peó negre), però el moviment serà possible més endavant si l'escac queda lliure. La captura al pas també és possible: per exemple, si el peó negre situat a c7 al diagrama mou a c5, el peó blanc de b5 el pot capturar: bxc6.
Els peons es coronen (o promocionen) en arribar a l'última casella de la columna; al diagrama s'han marcat amb estrelles les caselles en les quals els peons blancs es coronen. Una justificació que donà Gliński al moviment ortogonal per matar dels peons siguè el fet que així les captures no disminueixen el nombre de moviments necessaris per coronar un peó, però el fet és que si la captura és en la direcció de la columna central de l'escaquer llavors es penalitza aquest nombre.
El rei ofegat no són taules en aquesta variant, encara que no té el mateix valor que l'escac i mat. A les partides de competició, el jugador amb el rei ofegat rep 0,25 punts i el que l'ofega 0,75 punts.
Encara que la teoria no està tan desenvolupada com als escacs ortodoxos, Gliński ja va estudiar algunes obertures, va descriure el mat més curt possible (mat del boig, en quatre moviments) i va estudiar els finals que més tard han estat estudiats en detall per Dave McCooey amb l'ajut de computadors, confirmant-se el fet que, encara que els moviments són complexos, és possible el mat a un rei solitari tan sols amb dos cavalls.
El final Peó i rei contra rei va ser detingudament estudiat per Gliński, resultant que l'oposició sempre pot ser recuperada pel jugador atacant i el peó serà coronat, excepte a determinades posicions en les quals apareix l'oposició perpètua i la partida finalitza en taules per repetició de moviments.

## Escacs hexagonals de McCooey

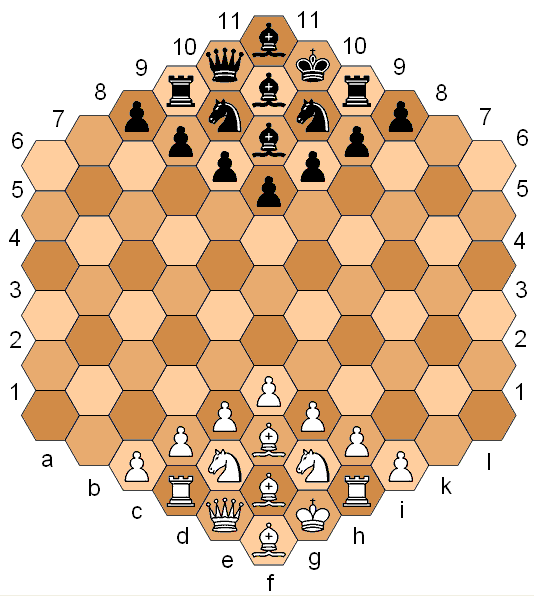
Escacs hexagonals de McCooey, posició inicial.

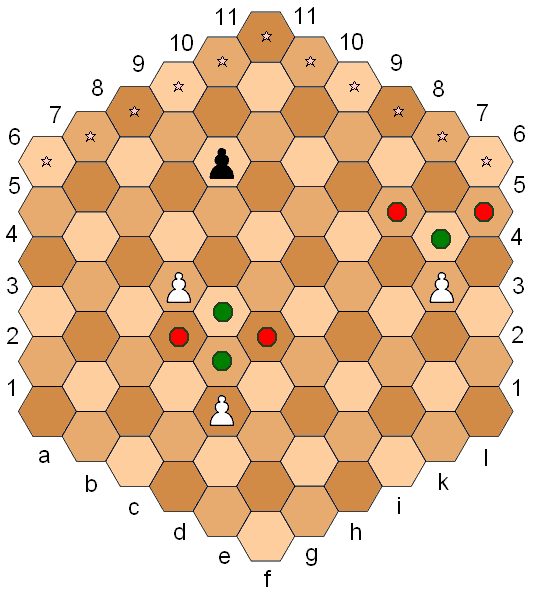
Moviment dels peons

Dave McCooey i Richard Honeycutt desenvoluparen una altra variant d'escacs hexagonals. És molt semblant a la versió de Glinski, amb quatre diferències: la posició inicial, els moviments de captura dels peons, que els peons a la columna f7 no tenen opció de moviment doble i que el rei ofegat és taules.
Al diagrama es mostren els moviments del peó a aquesta variant. Els peons capturen amb moviments diagonals, en el mateix sentit que mouen els alfils. El peó blanc de d5 pot capturar al pas al peó negre de e8 si el peó negre avança a e6. El peó de la columna f no pot fer moviment doble.
Observem que a la posició inicial el peó de la columna f no es troba defensat, i que si es captura amb un cavall serà escac i mat (es requereixen tres moviments de cavall).

## C'escacs

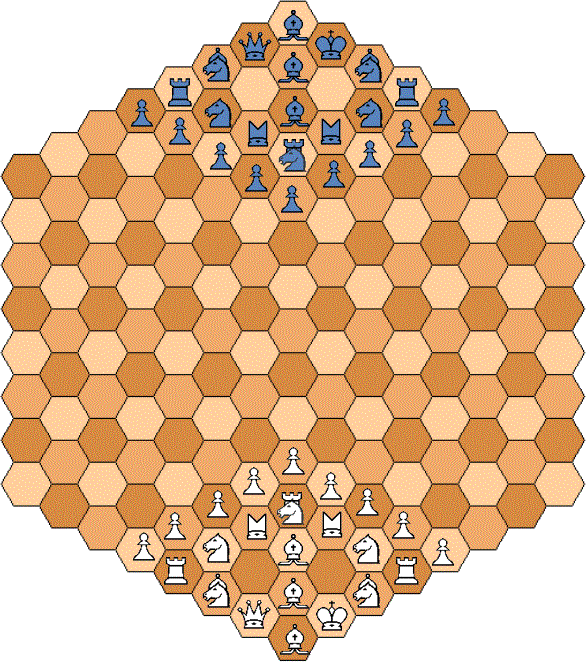
C'escacs, posició inicial.

C'escacs, dissenyat a 2007 és una variant d'escacs hexagonals que es juga a un escaquer 169 caselles, formant un hexàgon de vuit caselles a cada lateral. La disposició inicial de les peces és molt semblant a la de Gliński, però s'incorporen noves peces: El drac que combina els moviments de la torre i el cavall (anomenat canceller als escacs de Capablanca), dos pegassos que combinen els moviments de l'alfil i el cavall (anomenats arquebisbes als escacs de Capablanca) i dos almogàvers que poden moure una casella en diagonal o saltar dues en ortogonal.
El rei i la dama blancs es posicionen a escacs clars (blancs) i els negres a caselles fosques (negres), a diferència de les variants de Gliński i McCooey que posicionen aquestes peces a caselles grises (de color). Inicialment totes les peces es troben defensades i el mat més curt requereix que l'oponent mogui altres peces a més de peons.
Els moviments dels peons en aquesta variant s'estenen, permetent els moviments en els tres sentits ortogonals endavant; d'aquesta forma els peons poden arribar a totes les columnes sense necessitat de matar (de fet poden arribar peons a qualsevol casella fora de la cort). Els peons maten de la mateixa forma que a la variant de McCooey, és a dir als dos moviments diagonals endavant.
Para contrarestar la gran mobilitat dels peons s'introdueix la regla de la captura del peó esquiu. Aquesta regla s'aplica quan un peó enfrontat a un altre (és a dir, a la mateixa columna i caselles contigües) fa un moviment (de 120°) a una de les dues caselles possibles esquivant al peó al qual es troba enfrontat; al següent moviment podrà ser capturat per aquest per una captura amb un moviment ortogonal (tal com capturaria un peó als escacs de Gliński).
A les caselles inicials els peons tenen permès el moviment doble o triple, en qualsevol dels tres sentits de moviment permesos als peons. Si un peó avança a una casella d'inici d'un altre peó, encara conserva la capacitat de fer un moviment doble o triple. Als moviments dobles o triples dels peons poden ser matats al pas. El peó de la columna central pot ocupar la casella central del tauler amb un únic moviment, però això no representa necessàriament un avantatge per les blanques.
Es pot donar el cas (a la pràctica extremadament estrany) de captura al pas del peó esquiu: quan un peó a una casella inicial es troba enfrontat a un altre i fa un moviment doble o triple esquivant-ho; llavors podrà ser capturat al pas per la regla del peó esquiu (amb un moviment ortogonal, com si el peó hagués fet un moviment d'una casella).
Com que la mobilitat dels peons a C'escacs és més gran no existeix el cas de l'oposició perpètua com als escacs de Gliński; el final rei i peó contra rei finalitza coronant el peó, sempre que el rei sigui en posició de defendre-ho.
El rei ofegat no es considera taules i de la mateixa forma que als escacs de Gliński puntua 0,25 punts pel jugador amb el rei ofegat i 0,75 punts pel jugador que l'ofega.
Existeix l'enroc, anecdòtic atès que no és especialment avantatjós, que permet al rei des de la seva posició inicial fer un moviment de cavall situant una torre immediatament al seu costat. Existeixen cinc diferents moviments d'enroc (un dels moviments de cavall del rei no permet enroc i un altre permet l'enroc amb qualsevol de les torres).
La durada d'una partida de C'escacs és aproximadament el doble d'una partida dels escacs ortodoxos, per la mida dels escaquers. La complexitat també és més gran (n'hi ha cinc peces amb moviments de cavall). El nombre de moviments possibles és quasi cinc vegades superior al dels escacs ortodoxos: si s'analitzen 8 nivells de joc (quatre jugades per jugador) tenim 390.625 vegades més moviments possibles; si als escacs són de l'ordre de 656.100 milions de moviments, a C'escacs tindrem 256.289.062.500 milions. Aquest nombre desborda la capacitat de les computadores actuals, però no ens enganyem, perquè sens dubte també es desborden ràpidament les capacitats humanes. Existeixen altres jocs com el Go als que les computadores queden desbordades per les combinacions i la seva estratègia de joc no pot ser l'anàlisi de tots els moviments possibles de les següents jugades, i en aquests jocs és un fet que els humans elaborem estratègies sense fer-ho.

## Finals pels escacs hexagonals en taulers de 91 escacs (Gliński / McCooey)
Els finals dels escacs hexagonals a escaquers de 91 caselles han estat estudiats en profunditat per Dave McCooey. Els resultats s'apliquen als escacs de Glinski i als de McCooey:
- El rei i dos cavalls poden fer escac i mat a un rei solitari!
- El rei i una torre vencen a un rei i un cavall (excepte un negligible nombre de casos (0,0019%) que queden en taules per escacs perpetus).
- El rei i una torre vencen a un rei i un alfil (sense excepció).
- El rei i dos alfils no poden fer escacs i mat a un rei solitari, excepte en rares posicions (0,17%).
- El rei, un cavall i un alfil no poden fer mat a un rei solitari, excepte en comptades i molt rares posicions (0,5%).
- El rei i la dama no vencen a un rei i una torre: 4,3% de les posicions són taules per escacs perpetus, i un 37,2% són taules (no s'arriba al mat).
- El rei i una torre poden fer escacs i mat a un rei solitari.

## Finals per als escacs hexagonals en taulers de 169 escacs (C'escacs)
Generalment els resultats per l'escaquer de 91 caselles són extrapolables al de 169 amb diferències poc importants en els percentatges de les excepcions, però amb la notable excepció del cas:
- El rei i dos cavalls no poden fer escacs i mat a un rei solitari.

Per les peces incorporades a C'escacs (drac, pegàs):
- El drac i la dama tenen aproximadament la mateixa potència. La dama és preferible contra el pegàs, però el drac és molt millor contra la torre.
- El rei i una dama vencen a un rei i un pegàs.
- El rei i una torre vencen a un rei i un cavall.
- El rei i una torre vencen a un rei i un alfil.
- El rei amb un pegàs i un cavall poden fer mat a un rei solitari.
- El rei amb un pegàs i un alfil poden fer mat a un rei solitari.
- El rei amb un peó contra un rei solitari resultarà en la coronació del peó, si el rei és suficientment a prop com per defensar-ho (no és necessària l'oposició).

## Escacs hexagonals de Shafran

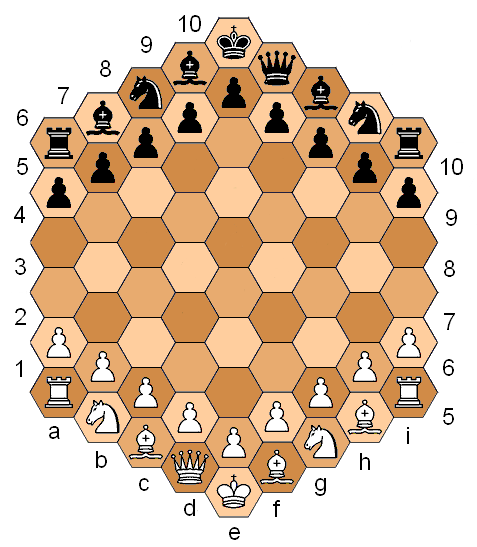
escacs hexagonals de Shafran, posició inicial.

Inventat pel geòleg Sovietic Isaak Grigorevich Shafran a 1939 i registrat a 1956 va quedar eclipsat per l'èxit que tingueren els escacs de Gliński, i en concret pel seu èxit a occident (Londres). Es va mostrar a l'Exibició Mundial d'Escacs de Leipzig a 1960.
El tauler té forma d'hexàgon irregular, amb nou columnes i deu fileres; en total 70 escacs. Les columnes s'anomenen fent servir lletres de l'alfabet llatí de la a a la i i es numeren les fileres de forma que la columna e té efectivament 10 fileres, la columna a tan sols sis numerades des de a1 fins a a6, però la columna i comença a numerar-se a i5 fins a i10.
Cada jugador té la dama situada a la seva esquerra, mentre que a la dreta posiciona dos alfils; observar que les dames no es troben enfrontades.

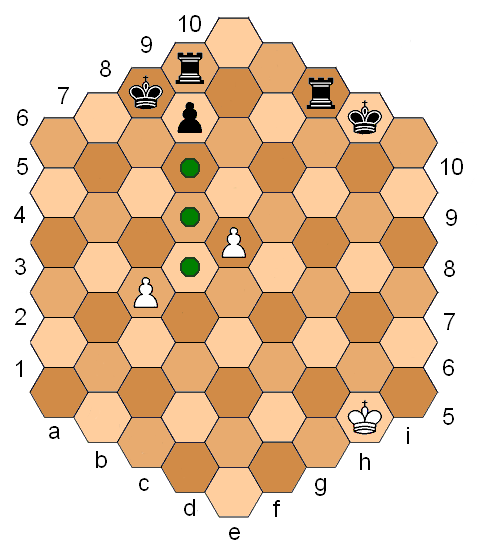
Captura al pas i enroc.

El moviment dels peons és anàleg a la variant de McCooey, matant amb moviments diagonals. El moviment inicial doble dels peons queda però restringida a la meitat del tauler, i llavors els peons a i i el poden fer; en canvi es permet el moviment triple pels peons d, e i f. De la mateixa forma que succeeix a C'escacs el moviment triple permet que la captura al pas sigui possible a dues caselles, com es mostra al diagrama en el qual ambdós peons blancs tenen opció de capturar al pas si el peó negre fa un moviment triple.
Hi ha quatre enrocs possibles, llarg o curt amb qualsevol de les dues torres, però el moviment no ofereix especials avantatges i és més aviat anecdòtic.
En cas de rei ofegat la partida és taules.

## Altres variants dels escacs hexagonals
La primera variant d'escacs hexagonals publicada fou un joc comercial denominat Hexagonia. Inventat a 1864 per John Jacques & Son. El tauler tenia 125 caselles i cada jugador tenia un rei, 2 canons, 4 cavalls i 8 peons.
Un dels primers a considerar totes les peces dels escacs a un tauler hexagonal i de descriure els seus moviments va ser Lord H.D. Baskerville, que presentà a 1929 un escaquer quadrat format per 83 hexàgons de tres colors, però el projecte va quedar inacabat.
A 1984 Ronald Planesi inventà el joc ImmortalStarMasters. Són uns escacs hexagonals (i un joc de dames) per fins a sis jugadors que es juga a un tauler hexagonal de deu caselles per banda (271 caselles!). Els escacs per més de dos jugadors (existents des del Chaturanga, l'avi dels escacs) incorporen la diplomàcia com factor dominant en comptes de l'estratègia, allunyant-se molt més dels escacs ortodoxos que altres variants.
A 1998 Derick Peterson inventà el Grand Hexachess. A aquesta variant el tauler es posiciona horizontalment, situant cada jugador les peces a bandes oposades. Els peons tenen llavors dos moviments possibles endavant (davant esquerra o davant dreta) i tres moviments diagonals de captura possibles (un directament de front). Justament va ser aquesta la motivació per aquest disseny, considerant el fet que als escacs hexagonals habitualment el peó és l'única peça que no incrementa la seva mobilitat.